# 中国民主促进会重庆市委员会
中国民主促进会重庆市委员会，简称民进重庆市委、重庆民进，是中国民主促进会在重庆市的地方组织。